# Ust-Kulomsky (huyện)
Huyện Ust-Kulomsky (tiếng Nga: ? райо́н) là một huyện hành chính tự quản (raion), của Cộng hòa Komi, Nga. Huyện có diện tích 26368 kilômét vuông, dân số thời điểm ngày 1 tháng 1 năm 2000 là 36700 người. Trung tâm của huyện đóng ở Ust-Kulom.